# Hallenkirchen mit einer zentralen Stütze
Der grundsätzlich kleinste Typ von Hallenkirchen sind diejenigen, in denen die Decke des Schiffs von nur einer einzigen Stütze (Pfeiler oder Säule) getragen wird. Die gängige Bezeichnung für derartige Kirchenräume ist Einstützenhalle.

## Abgrenzung und Formen
Allerdings kann eine Hallenkirche auch dann nur eine einzige Stütze aufweisen, wenn eine einschiffige Kirche nachträglich auf zwei Schiffe erweitert wurde, die durch eine zweijochige Arkade miteinander verbunden sind, weil wenigstens eines der beiden Schiffe kurz ist. Auch bei Neubauten kann es ein kurzes Seitenschiff geben, das mit dem Hauptschiff durch eine zweijochige Arkade verbunden ist.
Von jenen in irgendeiner Weise asymmetrischen Kirchenräumen sind diejenigen zu unterscheiden, deren Schiff planmäßig auf eine zentrale Stütze angelegt worden ist. In der Gruppe der gewölbten Hallen mit zentraler Stütze gibt dann noch zwei verschiedene Muster der Einwölbung: Die Stütze kann vier Kreuzgewölbe (Kreuzrippengewölbe oder Sterngewölbe) tragen, sodass sich 2 × 2 Joche ergeben. Oder eine Palmsäule steht im Zentrum eines Gewölbes ohne Jocheinteilung.
Kirchenräume können auch auf eine zentrale Stütze ausgerichtet sein und trotzdem insgesamt mehr als einen Pfeiler aufweisen. Es gibt Kirchen, in denen zusätzlich die Westempore mit Deckenpfeilern verbunden ist, die den Zentralraum nach Westen begrenzen. Sie werden gerne als Dreistützenhallen bezeichnet. Und es gibt Fälle, in denen das Gewölbe an der Grenze zum Chor durch einen oder mehrere Pfeiler gestützt wird.
Manche Kirchen wurden mit einer Zentralstütze errichtet, aber später wurde das Gewölbe umgebaut und die Stütze entfernt. Die vielleicht bekannteste ist St. Ägidius/Św. Idziego in Wrocław/Breslau.

## Gewölbte Einstützenhallen

### Schweden
Gotland:
| Ort           | Kirche              | Anmerkungen                  | Fotos | Fotos |
| ------------- | ------------------- | ---------------------------- | ----- | ----- |
| Etelhem       | Etelhems kyrka (CC) | spitzbogige Kreuzgratgewölbe |       |       |
| Hall, Gotland | Halls kyrka (CC)    | spitzbogige Kreuzgratgewölbe |       |       |
| Hamra         | Hamra kyrka (CC)    | spitzbogige Kreuzgratgewölbe |       |       |
| Othem         | Othems kyrka (CC)   | spitzbogige Kreuzgratgewölbe |       |       |

### Polen

#### Großpolen
| Ort                              | Kirche                               | Anmerkungen                                                  | Fotos | Fotos |
| -------------------------------- | ------------------------------------ | ------------------------------------------------------------ | ----- | ----- |
| Gosławice, Konin, Woi. Großpolen | Św Andrzej (CC) Zabytek PL ohne Text | geweiht 1444, achteckiger Zentralbereich mit vier Kreuzarmen |       |       |

#### Kleinpolen
| Ort                                               | Kirche                                                   | Anmerkungen                 | Fotos | Fotos                   |
| ------------------------------------------------- | -------------------------------------------------------- | --------------------------- | ----- | ----------------------- |
| Chybice, Pawłów, P. Starachowice, Woi. Heilgkreuz | Św. Małgorzata (CC) Zabytek PL/EN                        | 14. Jh.                     |       | Fotogalerie bei Zabytek |
| Kraków (Krakau), Woi. Kleinpolen                  | K. Świętego Krzyża (Heilig-Kreuz)                        | Kern um 1200, Umbau ab 1244 |       |                         |
| Kurzelów, Włoszczowa, Woi. Heiligkreuz            | Wniebowzięcia NMP. (CC) (Mariä Himmelf.) Zabytek PL/EN   | zw. 1306 und 1360           |       | Fotogalerie bie Zabytek |
| Lublin, Woi. Lublin                               | Kaplica Trójcy Świętej (Dreifaltigkeitskapelle)          | Schlosskapelle              |       |                         |
| Skotniki, Woi. Heiligkreuz                        | Jana Chrzciciela (CC) (Johannes d. Täufer) Zabytek PL/EN | zw. 1347 und 1370           |       | Fotogalerie bei Zabytek |

#### Schlesien
| Ort                                                                      | Kirche                                                                    | Anmerkungen                                                                                       | Fotos | Fotos                                           |
| ------------------------------------------------------------------------ | ------------------------------------------------------------------------- | ------------------------------------------------------------------------------------------------- | ----- | ----------------------------------------------- |
| Muchobór Wielki (Groß Mochbern), Wrocław (Breslau), Woi. Niederschlesien | Michała Archanioła (CC) (Erzengel Michael)                                | gotische Einstützhalle, 1912–1916 südwärts auf 4 × 2 Joche erweitert                              |       |                                                 |
| Sośnica (Schosnitz), Kąty Wrocławskie, Woi. Niederschlesien              | Podwyższenia Krzyża (CC) (Kreuzeserhöhung) Zabytek PL/EN                  | Mauern 13. Jh., Einwölbung 1487                                                                   |       |                                                 |
| Wrocław (Breslau)                                                        | Św. Piotra i Pawła (St. Peter und Paul)                                   | Mitte 15. Jh., seit 1643 innen barock, seit 1884 innen neugotisch, 1952/1953 Wiederaufbau gotisch |       |                                                 |
| Zbylutów (Deutschmannsdorf), Woi. Niederschlesien                        | Matki Bożej Szkaplerzna (CC) (Muttergottes Skapular) Zabytek PL ohne Text | Mitte 13. Jh.                                                                                     |       | Grundriss bei Zabytek, Innenfoto bei Polska.org |

### Deutschland

#### Lausitz
| Ort                                             | Kirche      | Anmerkungen | Fotos | Fotos                               |
| ----------------------------------------------- | ----------- | --- | ----- | ----------------------------------- |
| Ebersbach- Neugersdorf, Schöpstal, Lkr. Görlitz | St. Barbara | 1. H. 15. Jh., sechs (!) Joche gotischer Kreuzrippengewölbe um die zentrale Stütze, eines nach Westen, eines nach Osten und 2 × 2 seitliche, nachträglich mit zweigeschossigen barocken Emporen ausgestattet |       |                                     |
| Zittau, Lkr. Görlitz                            | Kreuzkirche | Ende 14. Jh.–1410, gotische Einstützenhalle, Palmengewölbe |       | Innenfoto bei Google Arts & Culture |

#### Berlin
| Stadtteil  | Kirche                 | Anmerkungen | Fotos | Fotos |
| ---------- | ---------------------- | --- | ----- | ----- |
| Zehlendorf | Herz-Jesu, BK 09075716 | 1906–1908, neugotischer Backsteinbau, trotz zweier Stützen beim Chor Prinzip einer Einstützenhalle, außerdem Abseitenkirche |       |       |

#### Mecklenburg-Vorpommern
| Ort                                          | Kirche     | Anmerkungen                         | Fotos | Fotos |
| -------------------------------------------- | ---------- | ----------------------------------- | ----- | ----- |
| Prohn, Vorpommern-Rügen, nördl. v. Stralsund | Dorfkirche | Einstützenhalle 14. Jh.             |       |       |
| Vielist, Lkr. M. Seenpl.                     | Dorfkirche | Einstützenhalle, 3. Viertel 13. Jh. |       |       |

#### Linksrheinisch
| Ort                                        | Kirche                                              | Anmerkungen                                                                                            | Fotos | Fotos             |
| ------------------------------------------ | --------------------------------------------------- | --- | ----- | ----------------- |
| Kronenburg, Dahlem, Kr. Euskirchen, NRW    | St. Johann Baptist (CC)                             | 15. Jh.                                                                                                |       |                   |
| Driesch, Lutzerath, Lkr. Cochem-Zell       | Mater Dolorosa (CC)                                 | 1478–1496                                                                                              |       |                   |
| Bernkastel-Kues                            | Kapelle des Cusanusstifts D-RP S. 98/99             | 1465, im 18. Jh. teilweise umgebaut, quadratische Einstützenhalle mit ebenso langem einschiffigem Chor |       |                   |
| Meckel, Eifelkreis Bitburg-Prüm            | Alte Pfarrkirche St. Bartholomäus (CC) D-RPS 652/53 | spätgotisch                                                                                            |       | Innenfotos fehlen |
| Rockeskyll, Vulkaneifel                    | St. Bartholomäus                                    | 1511, Einstützenhalle von zwei mal zwei Jochen, Fenster u. ä. barockisiert                             |       |                   |
| Steinborn, Daun, Vulkaneifel               | St. Lambertus                                       | Einstützenhalle 1. Drittel 16. Jh.                                                                     |       |                   |
| Stockem, Eifelkreis Bitburg-Prüm, Südeifel | St. Hubertus                                        | Einstützenhalle um 1500, älterer Chorturm                                                              |       |                   |

#### Bayern
Entgegen der üblichen Gliederung gehören die beiden Kirchen im oberbayrischen Landkreis Altötting und die Kapelle im niederbayrischen Landkreis Passau durch die gemeinsame Nähe zum österreichischen Innviertel zu einer Region, Garmisch im Werdenfelser Land zu einer anderen.
| Ort                                           | Kirche                                                          | Anmerkungen                                                                       | Fotos | Fotos                               |
| --------------------------------------------- | --------------------------------------------------------------- | --------------------------------------------------------------------------------- | ----- | ----------------------------------- |
| Garmisch-Partenkirchen                        | Alte Pfarrkirche St. Martin                                     | bei Erweiterung der vorher einschiffigen Kirche Mittelpfeiler auf neuem Fundament |       |                                     |
| Burgkirchen am Wald, Tüßling, Lkr. Altötting  | St. Rupertus D-1-71-133-18, id=31928 Dehio Bayern IV S. 166/167 | Dreistützenhalle, Schiff 1475/76 (d), Chor 1482/83 (d)                            |       | Innenfoto bei Google Arts & Culture |
| Hausbach, Vilshofen an der Donau, Lkr. Passau | St. Magdalena D-2-75-154-97                                     | Rundbau, eingewölbt nach Mitte 15. JH.                                            |       | kein geeignetes Innenfoto           |
| Oberbuch, Tyrlaching, Lkr. Altötting          | St. Peter und Paul D-1-71-134-27                                | Ende 14. bis Mitte 15. Jh.                                                        |       |                                     |

### Belgien
Gebiet der deutschsprachigen Gemeinschaft:
| Ort                   | Kirche                   | Anmerkungen | Fotos | Fotos |
| --------------------- | ------------------------ | --- | ----- | ----- |
| Büllingen             | St. Eligius (CC) OB 3557 | 16. Jh., an beiden Längsseiten je drei Schildflächen, daran anschließend neugotische Seitenschiffe und an das nördliche ein neuer, zweiter Chor |       |       |
| Weweler, Burg-Reuland | St. Hubertus OB 31001    | keine Jochgrenzen |       |       |

### Österreich

#### Oberösterreich
Anzahl: 9
| Ort                                                   | Kirche                        | Anmerkungen | Fotos | Fotos                                       |
| ----------------------------------------------------- | ----------------------------- | --- | ----- | ------------------------------------------- |
| Frankenburg am Hausruck, Bezirk Vöcklabruck           | St. Martin                    | gotische Einstützenhalle um 1540, 1590–1610 östliche Erweiterung als dreischiffige Staffelhalle der Renaissance, weitere Osterweiterung 1986 modern  |       |                                             |
| Hallstatt, Bezirk Gmunden                             | Mariä Himmelfahrt             | fertiggestellt 1505, Schiff mit Zentralstütze, weitere Stützen für Chor aus zwei Kapellen und eine weitere Kapelle                                   |       |                                             |
| Ohlsdorf, Bezirk Gmunden                              | St. Martin                    | bez. 1501, Netzgewölbe ohne Jochgrenzen |       |                                             |
| Pasching, Linz-Land                                   | Alte Pfarrkirche St. Johannes | Pfarrseite: Beschreibung |       | Innenfotos fehlen                           |
| St. Marien, Linz-Land                                 | Mariä Namen                   | spätgotisches Stern- u. Netzrippengewölbe, zentraler Pfeiler mit moderner Empore umbaut                                                              |       |                                             |
| St. Peter, Waldburg, Bezirk Freistadt, Oberösterreich | Allerheiligenkapelle (CC)     | 1370, als Kalvarienbergkapelle neben der Kirche St. Peter, zwei mal zwei Joche, daran ein eingezogener Chor aus einem Rechteckjoch und einem Polygon |       |                                             |
| Steinbach am Attersee, Bez. Vöcklabruck               | St. Andreas                   | Turm wohl 1410, Kirche um 1516 |       |                                             |
| Ungenach, Bez. Vöcklabruck                            | St. Lorenz                    | 1526 vollendet |       | Innenfoto bei evangelischer Nachbargemeinde |
| Wartberg an der Krems, Bezirk Kirchdorf               | St. Kilian                    | älterer Chor 14. Jh. |       |                                             |

#### Niederösterreich
Anzahl: 3
| Ort                                                    | Kirche          | Anmerkungen                   | Fotos | Fotos |
| ------------------------------------------------------ | --------------- | ----------------------------- | ----- | ----- |
| Edlitz, Bez. Neunkirchen                               | St. Vitus       |                               |       |       |
| St. Pantaleon-Erla, Bezirk Amstetten, Niederösterreich | St. Pantaleon   | spätgotische Dreistützenhalle |       |       |
| Rems, St. Valentin, Bez. Maria Magdalena               | Maria Magdalena |                               |       |       |

### Tschechien
| Ort                                           | Kirche                                                                                 | Anmerkungen                                              | Fotos | Fotos     |
| --------------------------------------------- | -------------------------------------------------------------------------------------- | -------------------------------------------------------- | ----- | --------- |
| Prager Neustadt                               | Zvěstování Panny Marie Na trávníčku (Mariä Verkündigung, St. Maria auf dem Rasen) (CC) | 1360, zwei Westjoche, chorseitig Übergang zu Netzgewölbe |       |           |
| Vetlá, Vrbice, Okres Litoměřice, Ústecký kraj | Kostel sv. Jakuba Staršího (Jacobus Major) (CC)                                        | 1390                                                     |       | Innenfoto |

## Flachgedeckte Einstützenhallen

### Polen
Schlesien:
| Ort                                                      | Kirche                                                                                 | Anmerkungen   | Fotos | Fotos |
| -------------------------------------------------------- | -------------------------------------------------------------------------------------- | ------------- | ----- | ----- |
| Świerzawa (Schönau) Pow. Złotoryja, Woi. Niederschlesien | K. Św. Jana Chrzciciela i Katarzyny (CC) Joh. d. Täufer u. Katharina Zabytek ohne Text | Mitte 13. Jh. |       |       |

### Deutschland

#### Sachsen
| Ort                                                           | Kirche         | Anmerkungen | Fotos | Fotos |
| ------------------------------------------------------------- | -------------- | --- | ----- | ----- |
| Grumbach, Wilsdruff, westl. v. Dresden, S. Schweiz-Osterzgeb. | Ev. Dorfkirche | 1609/1610 (Urspr. romanisch), bemalte Kassettendecke auf Zentralstütze, eingeschossige Emporen ohne Deckenstützen |       |       |

#### Hessen
Anzahl: 15
| Ort                                                | Kirche                         | Anmerkungen | Fotos | Fotos                          |
| -------------------------------------------------- | ------------------------------ | --- | ----- | ------------------------------ |
| Allendorf, Frankenau, Waldeck-Frankenb.            | Evangelische K. (CC) DX 79490  | Vorgänger 17. Jh. bis 1720; 1739, unten Stein, oben Fachwerk, mittiger Unterzug Westwand bis Chorbogen, auf einem Bügenpfeiler, unabhängig von Stützpfeilern der dreiseitig umlaufenden Empore |       | Fotos siehe DenkX              |
| Atzenhain, Mücke, Vogelsbergkr.                    | Evangelische K.                | gotisch, Einstützenhalle mit Unterzug auf zentraler Holzstütze, zwei weitere Holzstützen zu wandnah für Begrenzung von Schiffen                                                                |       |                                |
| Berstadt, Wölfersheim, Wetteraukreis               | Evangelische K. DX 7095        | Chorturm 13. Jh., Deckenkonstruktion 16. Jh., flache Holzdecke, mittiger Unterzug auf zentraler Stütze, unabhängig von der L-förmigen Empore                                                   |       |                                |
| Ellershausen, B. Sooden-Allend., Werra-Meißner-Kr. | Evangelische K. (CC) DX 40895  | unten Haustein, oben Fachwerk von 1590, Kassettendecke auf hölzerner Mittelstütze, L-förmig verlaufende Empore                                                                                 |       | Innenfoto(s) siehe DenkX       |
| Gaudernbach, Weilburg, Limburg-Weilb.              | Ev. Kapelle DX 52488           | „hölzerne“ flachgedeckte Eiinstützenhalle, Außenmauern und Bügenpfeiler gotisch |       | Innenfoto siehe DenkX          |
| Kölzenhain, Ulrichstein, Vogelsbergkr.             | Evangelische K. (CC) DX 122947 | 1592 Fachwerkbau, heute ganz verschindelt, flachgedeckte hölzerne Einstützenhalle |       | Innenfotos siehe DenkX         |
| Krumbach, Biebertal, Lkr. Gießen                   | Evangelische K. (CC) DX 46970  | Chorturmkirche, gemauerter Chorbogen, im Schiff mittiger Unterzug auf Holzpfeiler, siehe |       |                                |
| Lardenbach, Grünberg, Lkr. Gießen                  | Evangelische K. DX 47371       | 1657, Fachwerk, mittiger Unterzug auf Zentralstütze; Fachwerkwand um Triumphbogen später entfernt                                                                                              |       |                                |
| Louisendorf, Frankenau, Waldeck-Frankenb.          | Reformierte K. (CC) DX 79531   | 1699–1702, Fachwerkbau, mittiger Unterzug auf einem Bügenpfeiler |       | Fotos siehe DenkX              |
| Nauborn, Wetzlar, Lahn-Dill-Kreis                  | Evangelische K. DX 25385       | schon 1467 an heutiger Stelle, um 1700 stark erneuert mit Verwendung älterer Teile, flache Decke, mittiger Unterzug auf 1 Bügenpfeiler, L-förm. Empore 17. u. 18. Jh.                          |       |                                |
| Rambach, Weißenborn, Werra-Meißner-Kr.             | Evangelische K. DX 39245       | Kern gotisch, 1711 in Fachwerk erhöht, dreiseitige Empore, mittiger Unterzug auf frei stehendem Bügenpfeiler                                                                                   |       | bessere Innenfotos siehe DenkX |
| Reinhardshain, Grünberg, Lkr. Gießen               | Evangelische K. DX 47442       | 1617, Fachwerk, teilw. verschindelt, alte Balkendecke glatt verputzt, Längsunterzug auf eichenem Bügenpfeiler                                                                                  |       |                                |
| Rodenhausen, Lohra, Marburg-Bied.                  | Evangelische K.                | Spätmittelalter, Steinmauern, gotisches Portal, Chor hölzernes Rippengewölbe, Schiff flachdeckig, Unterzug auf 1 Holzpfeiler                                                                   |       |                                |
| Roßberg, Ebsdorfergrund, Marburg-Bied.             | Evangelische K.                | 1753, rechteckiger Fachwerkbau mit verschiefertem Giebel, Balkendecke, Unterzug auf Mittelstütze                                                                                               |       |                                |
| Schiffelbach, Gemünden (Wohra), Waldeck-Frankenb.  | Evangelische K. (CC) DX 79417  | Fachwerk, 1701, mittiger Unterzug auf frei stehendem Bügenpfeiler, L-förmige Empore |       | Fotos siehe DenkX              |

#### Franken
| Ort                                | Kirche                               | Anmerkungen                                                             | Fotos | Fotos |
| ---------------------------------- | ------------------------------------ | ----------------------------------------------------------------------- | ----- | ----- |
| Kleinschwarzenlohe, Landkreis Roth | Allerheiligen D-5-76-151-90 id=91967 | begonnen 1488, Erneuerung 1605, flachgedecktes Langhaus mit Mittelsäule |       |       |

## Gewölbte Hauskapellen mit zentraler Stütze
Hier Aufgelistet sind gewölbte Kapellen mit einer zentralen Stütze, die Teil eines größeren Gebäudes aber nicht Anhängsel eines größeren Kirchenraumes sind.
| Ort                            | Kirche                                 | Anmerkungen                                                                            | Fotos | Fotos |
| ------------------------------ | -------------------------------------- | -------------------------------------------------------------------------------------- | ----- | ----- |
| Paderborn, Nordrhein-Westfalen | Abtskapelle des Abdinghofklosters (CC) | 11./12. Jh. zwischen Westbau der Abdinghofkirche und ehem. Klausur (heute Stadtmuseum) |       |       |
| Paris, Frankreich              | Kapelle des Hôtel de Cluny (CC)        | 1-Stützenhalle, Gotik                                                                  |       |       |